# Corbeanca
Corbeanca è un comune della Romania di 3 860 abitanti, ubicato nel distretto di Ilfov, nella regione storica della Muntenia. 
Il comune è formato dall'unione di 4 villaggi: Corbeanca, Ostratu, Petrești, Tamași.